# Miquel Àngel Grimalt Vert
Miquel Àngel Grimalt Vert   (Manacor, 1968) és un polític mallorquí d'Unió Mallorquina.
És llicenciat en Filologia Catalana i Dret per la Universitat de les Illes Balears.
Antic membre de la Joventut Nacionalista de les Illes entrà a Unió Mallorquina quan l'extinta JNI es fusionà amb els Joves d'Unió Mallorquina dins la Joventut Nacionalista de Mallorca l'any 1995.
Fou membre del Consell Polític d'UM entre els anys 1997 i 2003.
Al 2000 fou nomenat per ocupar el lloc de treball de Coordinador de l’Àrea de Serveis Generals, configurat com a de personal eventual del Consell de Mallorca.
Dins del Consell de Mallorca ha ocupat diversos càrrecs de diferents àmbits, va ser director Insular de Sistemes d’Informació (octubre 2001), Director Insular d'Urbanisme, Patrimoni Històric i Litoral (octubre 2001 - juliol 2003) i Director Insular d'Urbanisme i Litoral (2003-2007). Ha estat també regidor de l'ajuntament del seu poble natal, Manacor, des de 2003. Fou reelegit l'any 2007 en una llista en la qual anava de número 2 i que encapçalava Catalina Julve.
L'any 2007 va ser nomenat pel president del Govern de les Illes Balears, Francesc Antich, conseller de Medi Ambient de l'executiu balear.